# Убийство у костра
Убийство Эйне Нююссёнен и Рийты Пакканен, или так называемое «Убийство у костра» — зверское убийство двух девушек в Финляндии, которое поразило общественность, осталось нераскрытым и породило много версий и домыслов.

## Обстоятельства преступления
18 июля 1959 года две молодые девушки, которые были подругами — студентка медколледжа Эйне Нююссёнен (21 год) и офис-менеджер Рийта Пакканен (23 года) поехали в двухнедельное путешествие по Восточной Финляндии. Так они проводили отпуск. Известив родственников, они на велосипеде выехали из родного города Ювяскюля (точный маршрут они никому не сказали, но было известно что они едут к вершине Укко-Коли).
3 августа Рийта не вышла на работу. 4 августа родители девушек, не получавшие от них ни одной весточки, обратились в полицию. Полиция не особо верила в негативный ход событий, считая что девушки просто загуляли; местные жители, наоборот, предались панике. Все помнили о зверском убийстве Кюлликки Саари в 1953 году.
Было установлено, что в последний раз их видели 27 июля в палатке на берегу озера Кермаярви. О происходящем было объявлено по телевидению, радио и газетам. В поиске девушек стали участвовать добровольцы.
21 августа на берегу озера Кермаярви (залив Тулилахти 62°26′03″ с. ш. 28°34′52″ в. д. ) был проведён тщательный обыск. Около 300 полицейских, солдат и местных жителей участвовали в поисках.
Вскоре был найден ров, в котором находились полуобнажённые тела девушек.

## Захоронение
Девушек похоронили в узком небольшом рве. Тела лежали друг на друге. Вскрытие показало, что их убили в ночь с 27 на 28 июля. Также было установлено, что обе были девственницами, а значит изнасилования не было. Рийта была убита ударами тупого предмета по голове, Эйне погибла в результате ножевых ранений. Убийца выкопал несколько ям, куда спрятал одежду, обувь, палатки, спальные мешки, бельё и часы. Велосипеды девушек при этом найдены не были.
4 сентября водолазы нашли велосипеды затопленными в самой глубокой части озера. Ниппеля с колес были сняты. Утопить велосипеды можно было лишь с помощью лодки, кроме того преступник точно знал, в каком месте озера самая большая глубина.
Весть об убийстве мгновенно облетела всю Финляндию и вызвала большое общественное возмущение. Общество было возмущено недавним убийством Саари, которое осталось нераскрытым, и требовало найти убийцу. Поползли панические слухи о серийном убийце, который убил Саари, а теперь и убил двух девушек. В самом деле, в обоих случаях были схожие черты: к примеру, тот факт, что жертвы были полуобнажены, но не были изнасилованы (выражалась версия о сексуальной бессильности предполагаемого маньяка).

## Расследование
Расследование двойного убийства было поручено лейтенанту Акселю Скогману. В прошлом он вёл дело об убийстве Кюлликки Саари. На следователя оказывалось колоссальное давление, так как общество в агрессивной форме требовало немедленного ареста убийцы. Кроме того, неудача в деле могла поставить под сомнение его профессиональное будущее.
Было установлено, что вечером 27 июля девушки пошли на танцы. Весёлые и отдохнувшие, сев на велосипеды, они вернулись к заливу. После они в хорошем настроении поехали на велосипедах обратно к своей палатке. После этого хронология события терялась.

## Подозреваемый в убийстве

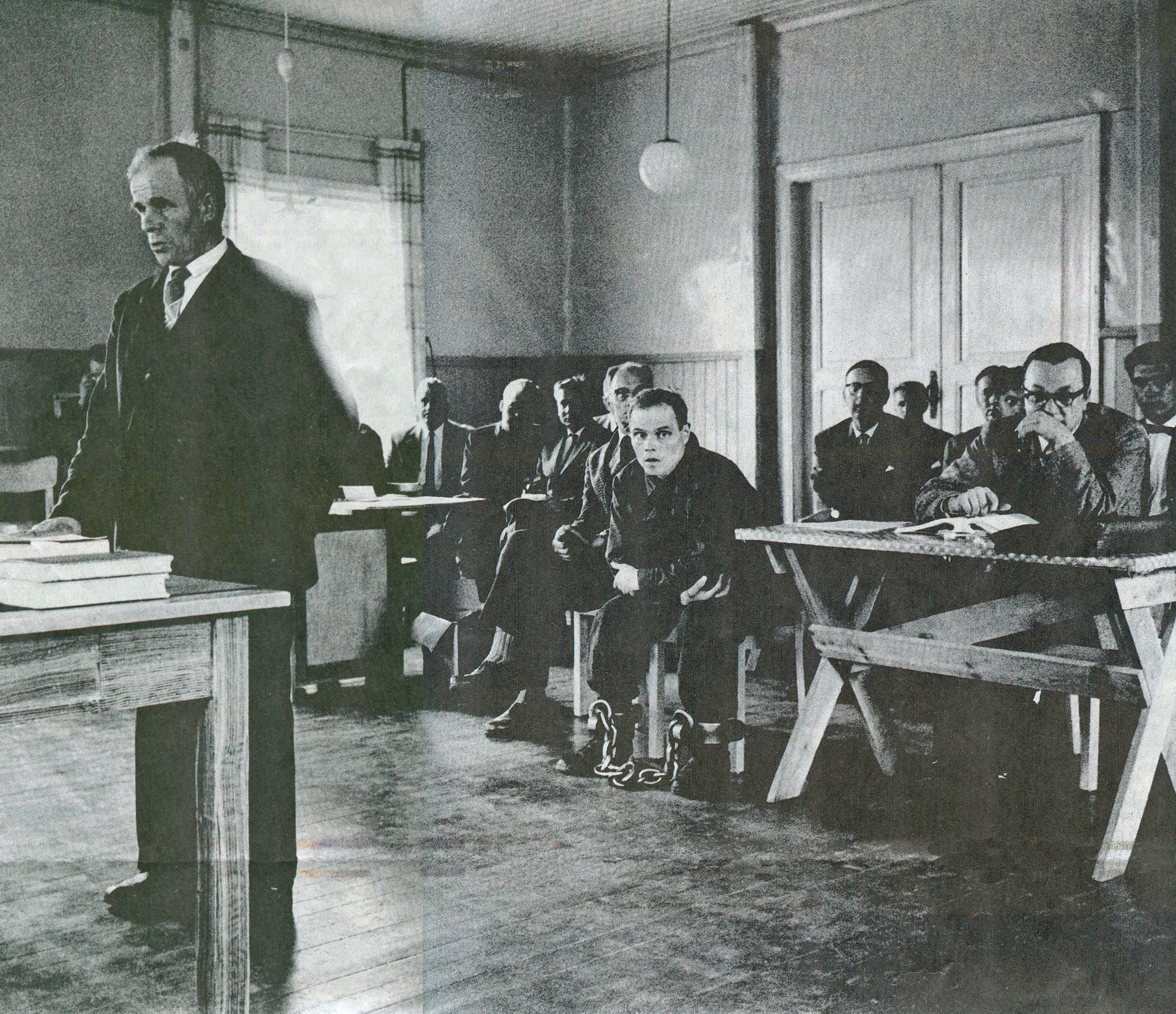
Суд над Рунаром Холмстрёмом

Опрос местных жителей дал неожиданные результаты. Они рассказали, что девушек преследовал неизвестный мужчина. Описание мужчины совпало у всех свидетелей. Было выяснено, что он околачивался рядом с местом убийства и спрашивал о велосипедистках. 6 ноября полицейские арестовывают подозреваемого 36-летнего Рунара Холмстрёма. При аресте он оказал сопротивление, укусив за руку полицейского. Арестованный страдал шизофренией, и был неоднократно судим за мелкие аферы и кражи, проведя в тюрьмах в общей сложности около 7 лет. Сопротивление полиции он оказывал тоже не в первый раз. При аресте у него нашли сумку с женским бельём, а также нож. Тем не менее, не было установлено, что эти вещи были связаны с убийством. Арестованный вину категорически отрицал и признавал лишь то, что подглядывал за девушками. Ему было предъявлено обвинение в убийстве 2 человек. Суд над ним начался 8 июня 1960 года (за 3 дня до этого произошло убийство на озере Бодом).
Общественность, впрочем, не особо верила в вину подсудимого. Улик в суде было представлено недостаточно. На любые обвинения Рунар плакал и кричал, что невиновен, чем всё больше вызывал у окружающих недоверие к суду. Необъяснимым образом кто-то передал Рунару в тюрьму Библию, в которой был спрятан пузырёк с ядом. Рунар попытался покончить с собой, но охранники успели его откачать. В то же время газеты писали об успехе полиции, активно пропагандируя вину подсудимого и пытаясь перенастроить общественное мнение. Судебный процесс затягивался. Но он не был закончен.
8 мая 1961 года Рунар Холмстрём повесился на собственной простыне в камере. Самоубийство было замечено рано утром. Холмстрём до конца жизни говорил о своей невиновности. Официально дело осталось нераскрытым (в Финляндии нет срока давности для убийств), вопрос о том, кто же убил летом 1959 года Эйне Нююссёнен и Рииту Пакканен, остаётся открытым.